# Hercostomus panamensis
Hercostomus panamensis är en tvåvingeart som beskrevs av Van Duzee 1931. Hercostomus panamensis ingår i släktet Hercostomus och familjen styltflugor.
Artens utbredningsområde är Panama. Inga underarter finns listade i Catalogue of Life.